# G11

G11 medlem

G11 är en grupp av 11 U-länder som på initiativ av Jordanien bildades 2006 i september. En uppgift för gruppen är att verka för samarbete med I-länderna i G8. De 11 medlemmarna är:
- Ecuador
- El Salvador
- Georgien
- Honduras
- Indonesien
- Jordanien
- Kroatien
- Marocko
- Pakistan
- Paraguay
- Sri Lanka